# 綠谷 (亞利桑那州)
格林瓦利（英語：Green Valley）是位於美國亞利桑那州皮馬縣的一個人口普查指定地區。根據2010年美國人口普查，該地共人口500人，而該地的面積約為83.55平方千米。

## 地理
格林瓦利的座標為31°51′00″N 111°00′00″W / 31.85000°N 111.00000°W，而該地最高點為海拔高度908米（即2980英尺）。